# Нисконемачки језик
Нисконемачки језик (познат као Plattdeutsch, Plattdüütsch или нискосаксонски) је име регионалног језика којим се говори у северној Немачкој, и источној Холандији. По неким лингвистичким категоризацијама, нисконемачки обухвата нискофраначки језик (холандски) као једну грану, док је друга грана нискосаксонски језик (дијалекти северне Немачке и дела Холандије). 
Нисконемачки је део западногерманског дијалекатског континуума. 
Њиме као матерњим говори око три милиона људи, а разуме га око 5 милиона. 
На западу, прелази у нискофраначке дијалекте, на југу у високогерманске дијалекте централног немачког језика. На истоку, граничи се са пољским и кашупским језиком. На северу од њега су дански и фризијски. 
Као некадашњи језик трговине, нарочито удружења Ханза, нисконемачки је доста утицао на енглески и скандинавске језике.

## Граматика
Уопштено говорећи, граматика нисконемачког језика слична је граматици холандског, фризијског, енглеског и шкотског, али лексика и синтакса су блискије немачким дијалектима.